# Lindsaea pusilla
Lindsaea pusilla là một loài dương xỉ trong họ Lindsaeaceae. Loài này được Splitgb. mô tả khoa học đầu tiên năm 1840.
Danh pháp khoa học của loài này chưa được làm sáng tỏ. 